# Утрата, Казимера
Казимера Утрата-Луштиг (пол. Kazimiera Utrata-Lusztig) — польская актриса театра и кино.

## Биография
Казимера Утрата родилась 5 июля 1932 года в Варшаве. Дебютировала в театре в 1954 году. Актриса театров в Варшаве. 

## Избранная фильмография
- 1959 — Лётна / Lotna
- 1964 — Барбара и Ян / Barbara i Jan (телесериал)
- 1968 — Всё на продажу / Wszystko na sprzedaż
- 1969 — Охота на мух / Polowanie na muchy
- 1972 — Стеклянный шар / Szklana kula
- 1974 — Повышение / Awans
- 1974 — Квартальный отчёт / Bilans kwartalny
- 1974 — Сколько той жизни / Ile jest życia (телесериал)
- 1975 — Директора / Dyrektorzy (телесериал)
- 1977 — Люби или брось / Kochaj albo rzuć
- 1979 — Украденная коллекция / Skradziona kolekcja
- 1980 — Мишка / Miś
- 1982 — Пансион пани Латтер / Pensja pani Latter
- 1983 — Привидение / Widziadło
- 1984 — Хозяин на Жулавах / Pan na Żuławach (телесериал)
- 1986 — Предупреждения / Zmiennicy (телесериал)
- 1987 — Баллада о Янушике / Ballada o Januszku (телесериал)
- 2000 — Анна Каренина / Anna Karenina
- 2008 — Старик и пёс / Stary człowiek i pies